# Кэткин Парк (1872—1903)
Кэткин Парк (англ. Cathkin Park) — бывшая футбольная площадка в Глазго (Шотландия). Она служила домашней ареной для клуба «Терд Ланарк» с момента его основания до переезда на новый Кэткин Парк в 1903 году. Она также принимала у себя финалы Кубка Шотландии и матчи сборной Шотландии.

## История
«Терд Ланарк» был основан в 1872 году членами третьего Ланаркширского стрелкового корпуса добровольцев (части Добровольческих сил) и начинал играть на куске земли, являвшейся неотъемлемой частью поля полка. По мере развития площадки были воздвигнуты трибуна на её западной стороне, павильон в северо-западном углу, открытые места на северной и восточной сторонах поля и насыпи с южного конца. Её посчитали достойной провести у себя финал Кубка Шотландии в 1882 году, включая его переигровку, в которой при 14 000 зрителях «Куинз Парк» победил «Дамбартон» со счётом 4:1. В 1884 году Кэткин Парк был вновь выбран для проведения финала национального кубка, который, однако, не состоялся, так как у команды «Вейл оф Левен» не оказалось необходимого количества футболистов. В 1886 году на площадке вновь прошёл финал Кубка Шотландии. В 1884 году арена принимала у себя два матча Домашнего чемпионата Великобритании, в которых сборная Шотландии победила Англию 1:0 в присутствии 10 000 человек 15 марта и Уэльс 4:1 (5 000 зрителей) спустя две недели.
«Терд Ланарк» был одним из основателей Шотландской футбольной лиги в 1890 году, а первый матч в рамках лиги был сыгран на Кэткин Парке 23 августа 1890 года, завершившийся победой «Дамбартона» 3:1. В конце сезона 1890/1891 на нём прошёл матч за чемпионство между «Дамбартоном» и «Рейнджерс», который завершился вничью 2:2 (за игрой наблюдали 10 000 зрителей). В итоге оба клуба были объявлена чемпионами.
Рекордная посещаемость Кэткин Парка в 16 000 зрителей была отмечена 19 августа 1899 года, в матче против «Рейнджерс», закончившемся победой гостей 5:1. Этот рекорд был повторён 28 сентября 1901 года, в игре с тем же соперником. Встреча на этот раз закончилась вничью 2:2.
В конце сезона 1902/1903 клуб покинул Кэткин Парк, чтобы переехать на новое место. «Куинз Парк» возвёл себе новый стадион взамен своего прежнего Хэмпден Парка, но также назвал новую арену Хэмпден Парком. «Терд Ланарк» же занял старый Хэмпден Парк, переименовав его в Нью Кэткин Парк, позднее ставший известным как просто Кэткин Парк. Последний матч лиги, проведённый на старом Кэткин Парке, был проведён 17 октября 1903 года, в котором «Куинз Парк» сыграл вничью с командой «Партик Тисл» (1:1). «Куинз Парк» тогда использовал его в качестве своей домашней арены, так как новый Хэмпден Парк был ещё не готов.
Территория старого Кэткин Парка впоследствии была отдана под жилую застройку.